# Similosodus chujoi
Similosodus chujoi är en skalbaggsart som beskrevs av Stefan von Breuning 1982. Similosodus chujoi ingår i släktet Similosodus och familjen långhorningar. Inga underarter finns listade i Catalogue of Life.